# Akşa di Tuva
L'Akşa (in tuvano Тыва акша?; in russo Тувинская акша?, Tyvinskaja akša) è stata la valuta della Repubblica Popolare di Tuva dal 1934 al 1944, quando fu sostituita dal rublo sovietico.
Era suddivisa in 100 copechi.